# Marcel Utembi Tapa

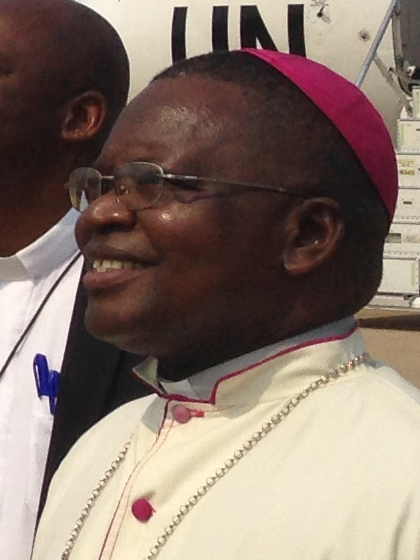
Marcel Utembi Tapa (2017)

Marcel Utembi Tapa (* 7. Januar 1959 in Luma, heute Demokratische Republik Kongo) ist ein kongolesischer Geistlicher und römisch-katholischer Erzbischof von Kisangani.

## Leben
Der Bischof von Mahagi-Niokau, Alphonse-Marie Runiga Musanganya, spendete ihm am 29. Juni 1984 die Priesterweihe.
Papst Johannes Paul II. ernannte ihn am 16. Oktober 2001 zum Bischof von Mahagi-Nioka. Der Papst persönlich spendete ihm am 6. Januar des nächsten Jahres die Bischofsweihe; Mitkonsekratoren waren Robert Sarah, Sekretär der Kongregation für die Evangelisierung der Völker, und Leonardo Sandri, Substitut des Staatssekretariates.
Am 28. November 2008 wurde er von Papst Benedikt XVI. zum Erzbischof von Kisangani ernannt. Die Amtseinführung fand am 25. Januar des nächsten Jahres statt.